# City-Pier-City Loop 1975

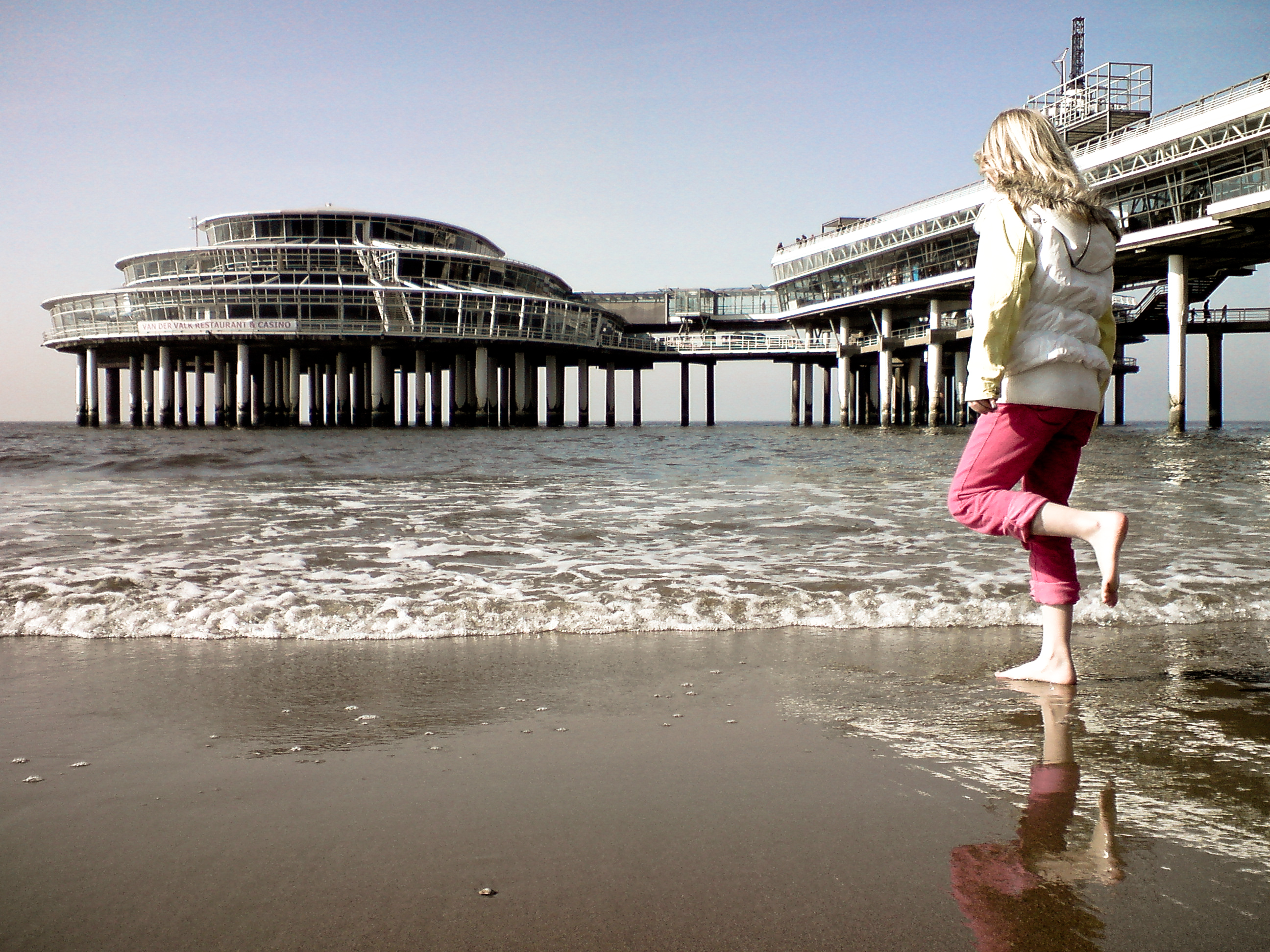
Scheveningse pier

De eerste editie van de City-Pier-City Loop vond plaats op zondag 12 april 1975. De wedstrijd was bij deze editie niet 21,1 km lang, zoals later gebruikelijk werd, maar slechts 14,5 km. Het parcours liep dwars door de stad naar de Scheveningse pier en weer terug. 
Winnaar was de Nederlander Henk Kalf met een finishtijd van 42.53. Kalf maakte het verschil door zijn tussensprint, die hij halverwege plaatste.
In totaal namen er 156 lopers deel.

## Uitslagen
| rang   | naam        | land | tijd     |
| ------ | ----------- | ---- | -------- |
| Goud   | Henk Kalf   | NED  | 42.53    |
| Zilver | Cor Vriend  | NED  | onbekend |
| Brons  | Roelof Veld | NED  | onbekend |
| 4      | Piet Vonck  | NED  | onbekend |
| 5      | Johan Kijne | NED  | 44.30    |

1975 ·
1976 ·
1977 ·
1978 ·
1979 ·
1980 ·
1981 ·
1982 ·
1983 ·
1984 ·
1985 ·
1986 ·
1987 ·
1988 ·
1989 ·
1990 ·
1991 ·
1992 ·
1993 ·
1994 ·
1995 ·
1996 ·
1997 ·
1998 ·
1999 ·
2000 ·
2001 ·
2002 ·
2003 ·
2004 ·
2005 ·
2006 ·
2007 ·
2008 ·
2009 ·
2010 ·
2011 ·
2012 ·
2013 ·
2014 ·
2015 ·
2016 ·
2017 ·
2018 ·
2019 (afgelast) ·
2020 ·
2021 (afgelast) ·
2022 ·
2023 ·
2024